# Haltwhistle
Haltwhistle – małe miasteczko i civil parish w Wielkiej Brytanii, w Anglii, w hrabstwie Northumberland. W 2011 roku civil parish liczyła 3791 mieszkańców.